# Латиноамериканська асоціація вільної торгівлі
Латиноамериканська асоціація вільної торгівлі (ЛАВТ) — торговельно-економічне угрупування, створене Аргентиною, Бразилією, Мексикою, Парагваєм, Перу, Уругваєм і Чилі. Договір про створення ЛАВТ був підписаний 18 лютого 1960 в Монтевідео і набрав чинності 2 червня 1961. У 1961 до асоціації приєдналися Колумбія і Еквадор, в 1966 — Венесуела, в 1967 — Болівія. Найвищий орган — щорічна асамблея, виконавський орган — постійний старанний комітет.
Мета асоціації — прискорити темпи економічного зростання країн-учасниць, протистояти економічному тиску з боку розвинених капіталістичних країн, в першу чергу США і країн «Спільного ринку». Договір про створення ЛАВТ і ряд подальших угод передбачають поступову відміну (до 1980) обмежень в торгівлі між учасниками асоціації, проведення погодженої економічної політики, направленої на розвиток провідних галузей народного господарства, координацію і кооперацію виробництва деяких товарів. В результаті здійснення заходів по лібералізації зворот торгівлі між учасниками зріс з 659 млн дол. (1961) до 2589 млн дол. (1970). В той же час в діяльності ЛАВТ є труднощі, значною мірою обумовлені відсталістю економіки більшості країн-учасниць, недостатнім розвитком міжгалузевих зв'язків, вузькістю внутрішнього ринку, існуванням феодальних пережитків в сільському господарстві. У вирішальних галузях економіки більшості країн-учасниць асоціації як і раніше панують монополії США, одержуючі величезні прибутки від їх експлуатації.